# Lars Lennart Forsberg
Lars Lennart Forsberg (ur. 31 lipca 1933 w Sztokholmie, zm. 3 stycznia 2012 w Ystad) – szwedzki reżyser filmowy i scenarzysta. Na rozdaniu Złotych Żuków w 1970 roku za film Misshandlingen otrzymał nagrodę dla najlepszego reżysera i za najlepszy film. Na przestrzeni lat 1969–2005 wyreżyserował 20 filmów.

## Wybrana filmografia
- Misshandlingen (1969)
- Jankes (Jänken, 1970)
- Dom Krzysztofa (Kristoffers hus, 1979)